# IC 4628
IC 4628 — галактика типу EN (емісійна туманність) у сузір'ї Скорпіон.
Цей об'єкт міститься в оригінальній редакції індексного каталогу.